# Kapelle Leussin

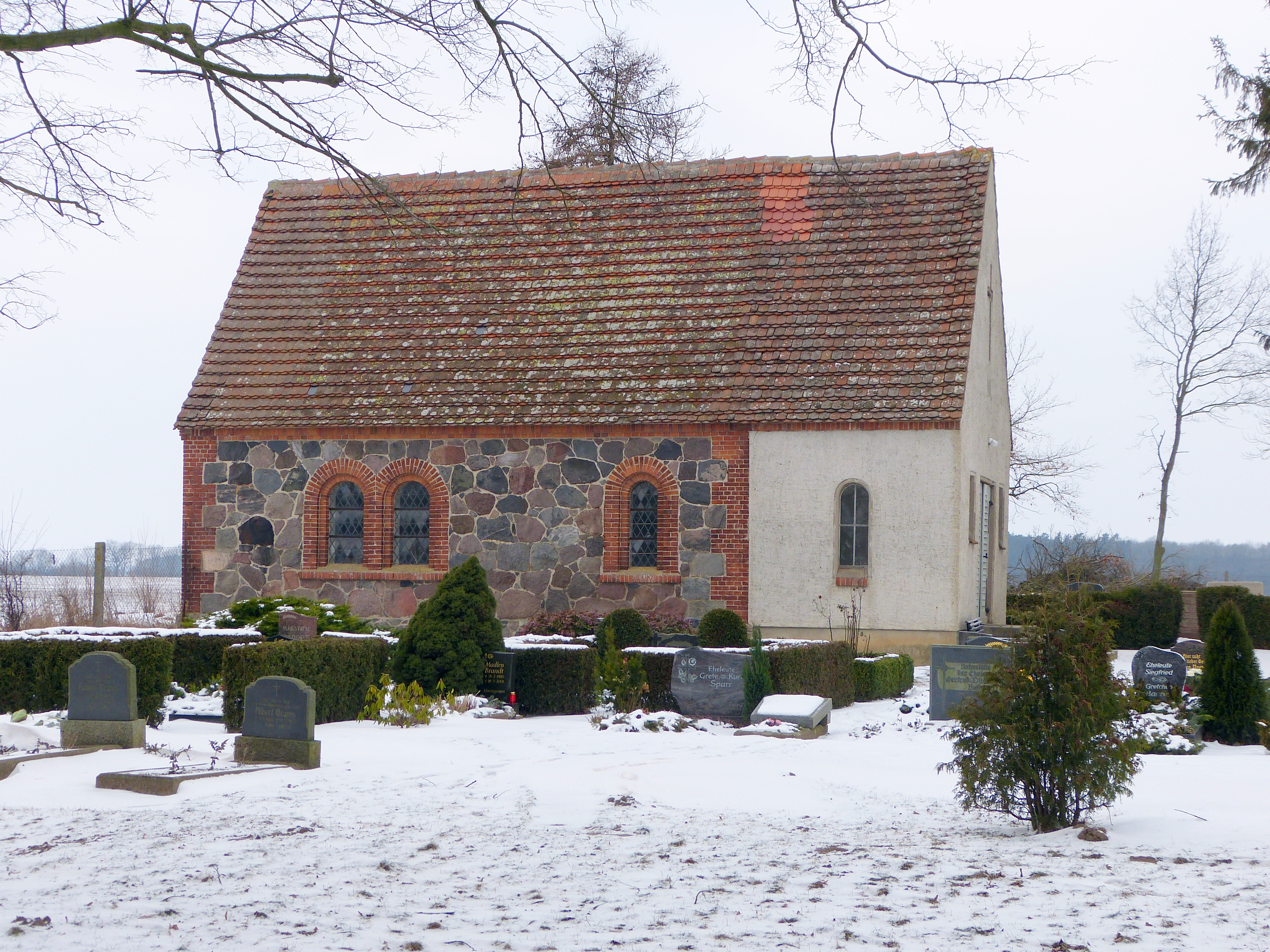
Kapelle Leussin

Die Kapelle Leussin ist ein unter Denkmalschutz stehendes Kirchengebäude im Ortsteil Leussin der Gemeinde Bentzin im Landkreis Vorpommern-Greifswald in Mecklenburg-Vorpommern. Sie gehört zur Kirchengemeinde Jarmen-Tutow der Propstei Demmin des Pommerschen Evangelischen Kirchenkreises.
Das Gebäude auf dem 1876 eingeweihten erweiterten Kirchhof der damaligen Rittergüter Leussin und Zarrenthin diente wahrscheinlich anfangs nur für Trauerfeiern bei Beerdigungen. Am 30. März 1904 fand der erste Gottesdienst in der hergerichteten Friedhofskapelle statt. 1932 wurde die Kapelle durch die Siedlungsgesellschaft Loitz renoviert. Ende 1962 erfolgte ein umfassender Um- und Ausbau, bei dem die gesamte Inneneinrichtung erneuert wurde. Die Neueinweihung wurde vom damaligen Bischof der Pommerschen Evangelischen Kirche, Friedrich-Wilhelm Krummacher, geweiht. 1966 wurde die Kapelle durch einen Anbau erweitert. 2013 wurden erneut umfangreiche Sanierungsarbeiten durchgeführt.
Die Kapelle wurde auf rechteckigem Grundriss aus Feldstein errichtet. Die Architekturelemente bestehen aus Backstein. In der Nordwest- und Südostseite befinden sich je drei rundbogige Fenster, die beiden westlichen sind gekuppelt. Der geputzte Anbau am Ostgiebel, in gleicher Höhe und Breite wie der Feldsteinteil, nimmt circa ein Viertel der Gesamtlänge des Gebäudes ein.